# Neuwiedia

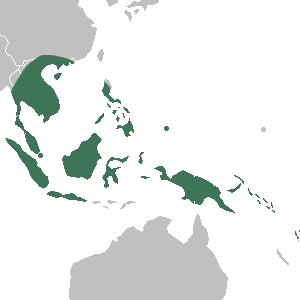
Neuwiedia – Verbreitung

Neuwiedia ist eine Gattung aus der Familie der Orchideen (Orchidaceae). Sie besteht aus acht Arten krautiger Pflanzen, die im tropischen Südostasien beheimatet sind.

## Beschreibung
Die Arten der Gattung Neuwiedia bilden kein Rhizom, die Wurzeln entspringen sowohl unterirdisch wie oberirdisch aus dem Spross. Sie sind dünn, manchmal behaart, von Velamen radicum umgeben.
Die aufsteigenden, unverzweigten Sprosse tragen die Laubblätter in einer lockeren Rosette. Die Blätter sind linealisch bis schmal oval geformt. Der Blattgrund läuft keilförmig in einen undeutlichen Blattstiel zu, der den Spross umfasst und komplett verhüllt. Längs der Blattadern sind die Blätter gefältelt (plikat).
Der traubige, aufrecht stehende Blütenstand erscheint endständig, er überragt die Blätter meist nicht. Die Laubblätter gehen nach oben in kleinere Hochblätter über, der Spross kann in diesem Bereich mit Haaren und Drüsenhaaren besetzt sein. Die Tragblätter sind recht groß. Der kurze Blütenstiel ist vom oval verdickten Fruchtknoten deutlich abgesetzt. Die Blüten sind resupiniert und sitzen leicht schief auf dem Fruchtknoten. Die Blütenblätter sind frei, etwas kahnförmig gebogen und weiß, cremefarben oder gelb gefärbt. Die Sepalen sind von fleischiger Textur, die Petalen dünner. Eine Spezialisierung eines Petals als Lippe ist kaum zu bemerken, dieses Blütenblatt ist etwas breiter als die anderen. Die Säule entsteht aus den am Grund miteinander verwachsenen Staubfäden und Griffel. Es sind drei fruchtbare Staubblätter vorhanden. Die entstehende Kapselfrucht ist oval geformt, mit drei Längsrippen.

## Vorkommen
Neuwiedia ist im tropischen Südostasien verbreitet. Die nördliche Verbreitungsgrenze läuft durch Südchina und Thailand. Südostwärts erstreckt sich das Areal über Hinterindien, Indonesien, die Philippinen bis nach Neuguinea, die Salomonen und Vanuatu. Neuwiedia-Arten kommen von der Meeresküste bis auf etwa 1300 Meter Höhe vor. Neuwiedia veratrifolia und Neuwiedia zollingeri sind die Arten mit der größten Verbreitung.
Die Standorte liegen meist im Schatten immergrüner, feuchter Wälder.

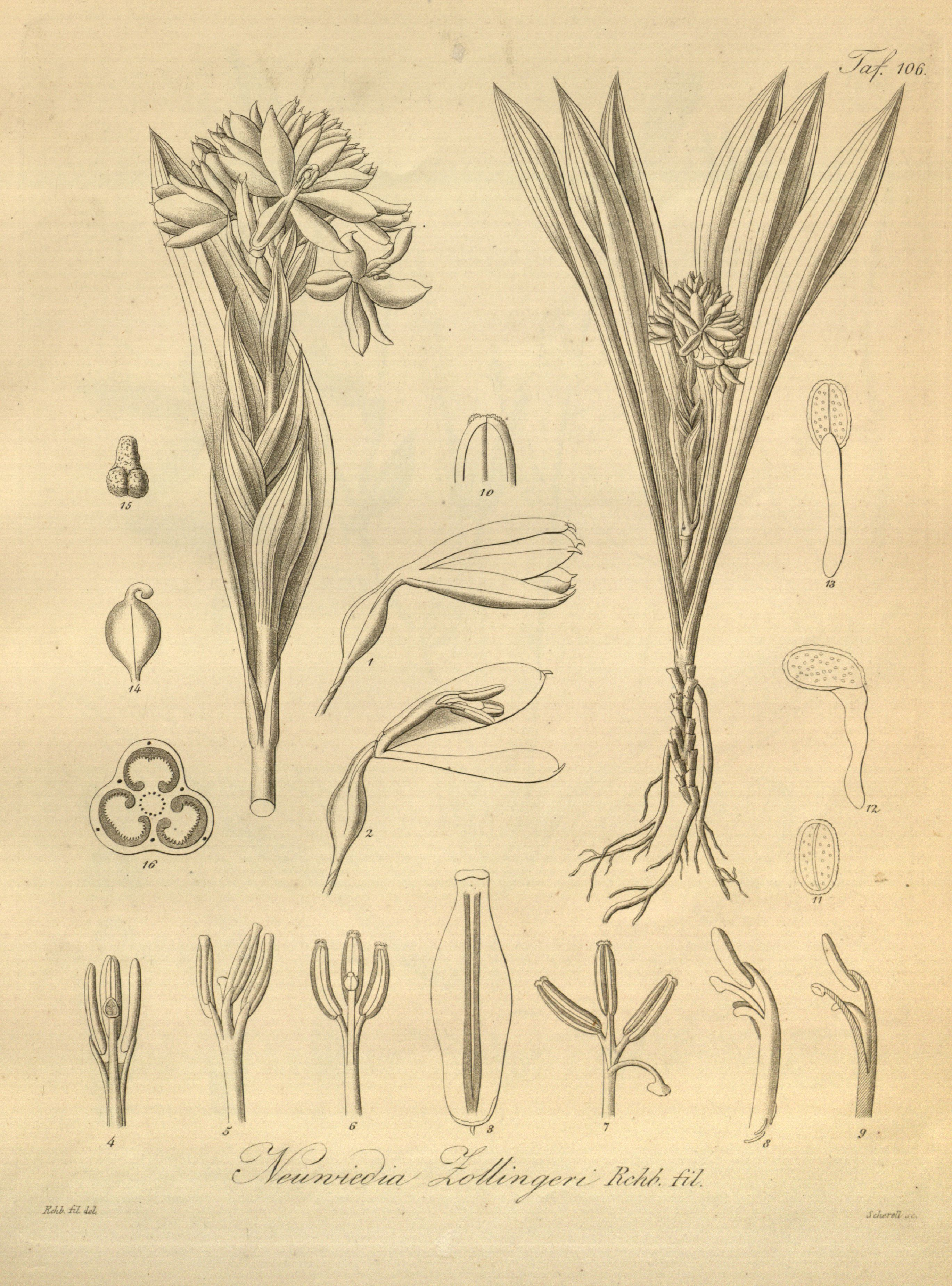
Neuwiedia zollingeri, Illustration

## Systematik und botanische Geschichte
Neuwiedia bildet zusammen mit der Gattung Apostasia eine eigene Unterfamilie innerhalb der Orchideen, die Apostasioideae. Diese Unterfamilie ist die Schwestergruppe zu allen anderen Orchideen.
Die Gattung Neuwiedia wurde 1833 von Carl Ludwig Blume in De novis quibusdam plantarum familiis expositio et olim jam expositarum enumeratio auf Seite 12 aufgestellt. Die Typusart ist Neuwiedia veratrifolia. Der Name Neuwiedia ehrt Maximilian Alexander Philipp zu Wied-Neuwied, einen deutschen Forschungsreisenden und Naturforscher.
Folgende Arten werden zu Neuwiedia gezählt:
- Neuwiedia borneensis de Vogel
- Neuwiedia elongata de Vogel
- Neuwiedia griffithii Rchb.f.
- Neuwiedia inae de Vogel
- Neuwiedia malipoensis Z.J.Liu, L.J.Chen & K.Wei Liu: Die 2012 erstbeschriebene Art kommt im südöstlichen Yunnan vor.[2]
- Neuwiedia siamensis de Vogel
- Neuwiedia singapureana (Wall. ex Baker) Rolfe. Sie wird von manchen Autoren auch als Neuwiedia zollingeri var. singapureana (Wall. ex Baker) de Vogel zur Art Neuwiedia zollingeri gestellt.[2]
- Neuwiedia veratrifolia Blume
- Neuwiedia zollingeri Rchb.f. Mit den Varietäten:
  - Neuwiedia zollingeri var. annamensis (Gagnep.) Aver.
  - Neuwiedia zollingeri var. javanica (J.J.Sm.) de Vogel
  - Neuwiedia zollingeri var. singapureana (Wall. ex Baker) de Vogel
  - Neuwiedia zollingeri var. zollingeri

## Belege
Die Informationen dieses Artikels stammen überwiegend aus:
- Alec M. Pridgeon, Phillip J. Cribb, Mark W. Chase, Finn N. Rasmussen (Hrsg.): Genera Orchidacearum. General Introduction, Apostasioideae, Cypripedioideae. Band 1. Oxford University Press, New York und Oxford 1999, ISBN 0-19-850513-2, S. 96–100.
- Chen Xinqi, Zhu Guanghua, Ji Zhanhe, Lang Kaiyong, Luo Yibo, Phillip Cribb: Orchidaceae. In: Wu Zhengyi, Peter H. Raven (Hrsg.): Flora of China. Band 25. Missouri Botanical Garden Press, St. Louis (efloras.org [abgerufen am 14. November 2009] 1994+).
- Eduard Ferdinand de Vogel: Monograph of the Tribe Apostasieae (Orchidaceae). In: Blumea. Band 17, Nr. 2, 1969, S. 313–350.

## Weiterführendes
- Liste der Orchideengattungen